# Bergemauer
Als Bergemauer bezeichnet man im Bergbau einen aus Bergematerial gemauerten Grubenausbau. Die Mauern werden in trockener Bauweise erstellt. Bergemauern können als nachgiebiger Ausbau entweder anstelle von Holzkästen oder Bergekästen oder in Kombination mit diesen Kästen eingesetzt werden. Bergemauern können ein mehrfaches des Druckes von Holzkästen aufnehmen.

## Grundlagen und Geschichte
Die trockene Mauerung unter Verwendung von Bergematerial wurde überwiegend ab der zweiten Hälfte des 18. Jahrhunderts angewendet. Die Bergleute nahmen an, dass der für die Fugen erforderliche Mörtel bereits nach kurzer Zeit durch das Grubenwasser herausgewaschen würde, und verzichteten aus diesem Grund auf seine Verwendung. Diese Form der Mauerung mittels Bergematerial wurde bis in die erste Hälfte des 19. Jahrhunderts hauptsächlich verwendet. Da sich jedoch die Annahme, dass die Mörtelfugen ausgewaschen würden, im praktischen Betrieb nicht bestätigt hatte, verlor die trockene Mauerung ihre Bedeutung und wurde überwiegend durch die nasse Mauerung ersetzt. Für nachgiebige Ausbaue wurden Bergemauern auch weiterhin verwendet. Insbesondere dort, wo Grubenholz nicht in ausreichender Menge vorhanden war, nutzte man die beim Betrieb anfallenden Steine für die Erstellung von Bergemauern. Bergemauern sollten in der Regel eine Mindestmauerstärke von 0,8 Metern haben. Je nach Erfordernis kann die Mauerstärke aber auch bis zu sechs Meter betragen. Für die Mauer können nicht alle Steinsorten verwendet werden. Es sollten hierfür Steine verwendet werden, die fest sind und nicht verwittern. Außerdem sollten sich diese Steine, mittels Handgezähe, leicht in passende Platten schlagen lassen. Des Weiteren dürfen die Steine Feuchtigkeit zwar aufsaugen können, sollten sich aber trotzdem durch die Feuchtigkeit nicht aufblähen. Gut geeignet sind Steine aus Materialien wie sehr festem Sandstein, Gneis und Grauwacke. Mittelmäßig geeignet sind Kalksteine, Granit, Basalt und weichere Sandsteine. Ungeeignet sind Materialien wie Mergel, Schiefer und Ton.

## Erstellung
Zur Vorbereitung muss die Sohle in dem Bereich, in dem die Bergemauer erstellt werden soll, bis auf das feste Liegende ausgestollt werden. Anschließend wird die Bergemauer standsicher hochgebaut. Hierfür werden geeignete Steine verwendet, die an den Auflageflächen eine möglichst ebene Oberfläche haben. Außerdem sollten die Steine möglichst groß sein, da sich diese Steine haltbarer miteinander verbinden als kleine Steine. Kleine Steine sind ebenfalls ungeeignet, da sie nur kleine Räume ausfüllen. Gut geeignet sind hier flache Bergebrocken. Die Steine werden so aufeinander geschichtet, dass keine senkrechten Fugen übereinander stehen, sondern die unteren Fugen immer von einem Stein überdeckt wird. Des Weiteren muss die Mauer auch in der Tiefe ordnungsgemäß erstellt werden. Damit die Bergemauer fest und tragfähig wird, müssen die Lücken zwischen den Steinen mit Feinmaterial ausgefüllt werden. Hierzu wurde früher Moos verwendet. Es wurden aber auch Letten zur Verbindung der Steine in die Fugen gefüllt. Später verwendete man zum Auffüllen der Fugen Materialien wie Sand oder Schutt. Soll bei der Bergemauer die Nachgiebigkeit gegenüber Druck gesteigert werden, so lässt sich dieses durch Holzeinlagen bewerkstelligen. Hierfür werden in relativ gleichmäßigen Abständen Holzkästen in die Bergemauer integriert.

## Verwendung
Bergemauern werden für verschiedene Aufgaben genutzt. Im Schieferbergbau wurden die anfallenden Berge genutzt, um die Strecken oder Stollen mittels Bergemauern abzusichern. Hierfür wurden oftmals sehr lange Bergemauern an den Stößen hochgezogen. Im Steinkohlenbergbau wurden Bergemauern anstelle von Streckenbegleitdämmen als Schutz des Streckensaumes und der darüberliegenden Strecken eingesetzt. Ein weiterer Verwendungszweck ist die Unterstützung des Streckenausbaus. Hier wurden die Bergemauern als Dammmauer im unteren Stoßbereich eingebaut und der eigentliche Ausbau daraufgestellt. Des Weiteren wurden Abschlussdämme von abgeworfenen Grubenbauen aus einer Bergemauer mit davorgestelltem Lehmknüppeldamm hergestellt. Letztendlich nutzte man auch dicht verpackte und mit Letten luftdicht verschlossene Bergemauern, um Brandfelder vom restlichen Grubengebäude abzutrennen.